# Anime năm 2023
| Anime theo năm |      |      |      |      |      |         |
| ...2020        | 2021 | 2022 | 2023 | 2024 | 2025 | 2026... |

Dưới đây là danh sách anime (bao gồm anime truyền hình dài tập, phim anime điện ảnh, ONA, OVA) được ra mắt trong năm 2023.

## Phim điện ảnh
| Ngày công chiếu | Tựa đề                                                                         | Thời lượng | Hãng sản xuất                     | Đạo diễn                                               | Ng            |
| --------------- | ------------------------------------------------------------------------------ | ---------- | --------------------------------- | ------------------------------------------------------ | ------------- |
| 6 tháng 1       | Meitantei Conan: Haibara Ai Monogatari - Kurogane no Mystery Train             | 90 phút    | TMS Entertainment                 |                                                        | [ 1 ]         |
| 20 tháng 1      | Aikatsu! 10th Story: Mirai e no Starway                                        | 72 phút    | BN Pictures                       | Kimura Ryuichi                                         | [ 2 ]         |
| 20 tháng 1      | Sōkyū no Fafner: Behind the Line                                               | 54 phút    | Production I.G                    | Noto Takashi                                           | [ 3 ]         |
| 20 tháng 1      | SSSS.Gridman Gekijō Sōshūhen                                                   | 121 phút   | Trigger                           | Amemiya Akira (tổng), Kaneko Yoshiyuki                 | [ 4 ]         |
| 27 tháng 1      | Kin no Kuni Mizu no Kuni                                                       | 117 phút   | Madhouse                          | Watanabe Kotono                                        | [ 5 ]         |
| 3 tháng 2       | Thanh gươm diệt quỷ: Đường đến làng rèn gươm                                   | 110 phút   | ufotable                          | Sotozaki Haruo                                         | [ 6 ]         |
| 17 tháng 2      | Blue Giant                                                                     | 120 phút   | NUT                               | Tachikawa Yuzuru                                       | [ 7 ]         |
| 17 tháng 2      | Eiga Sasaki to Miyano: Sotsugyou-hen                                           |            | Studio Deen                       | Ishihira Shinji                                        | [ 8 ]         |
| 3 tháng 3       | Doraemon: Nobita và vùng đất lý tưởng trên bầu trời                            | 107 phút   | Shin-Ei Animation                 | Dōyama Takumi                                          | [ 9 ] [ 10 ]  |
| 10 tháng 3      | SSSS.Dynazenon Gekijō Sōshūhen                                                 | 121 phút   | Trigger                           | Amemiya Akira (tổng) Miyajima Yoshihiro                | [ 4 ]         |
| 24 tháng 3      | Gekijō-ban Argonavis AXIA                                                      | 60 phút    | Sanzigen                          | Morikawa Shigeru                                       | [ 11 ]        |
| 24 tháng 3      | Gridman Universe                                                               | 118 phút   | Trigger                           | Amemiya Akira                                          | [ 12 ]        |
| 31 tháng 3      | Rakudai Majo: Fuuka to Yami no Majo                                            | 60 phút    | Production I.G                    | Hamana Takayuki                                        | [ 13 ]        |
| 7 tháng 4       | Princess Principal Crown Handler (phần 3)                                      | 60 phút    | Actas                             | Tachibana Masaki                                       | [ 14 ]        |
| 14 tháng 4      | Thám tử lừng danh Conan: Tàu ngầm sắt màu đen                                  | 109 phút   | TMS Entertainment                 | Tachikawa Yuzuru                                       | [ 15 ] [ 16 ] |
| 12 tháng 5      | Psycho-Pass Providence                                                         | 120 phút   | Production I.G                    | Shiotan Naoyashi                                       | [ 17 ]        |
| 20 tháng 5      | Gekijouban Idolish7 Live 4bit Beyond the Period                                | 93 phút    | Orange                            | Nishikiori Hiroshi Yamamoto Kensuke                    | [ 18 ]        |
| 26 tháng 5      | Collar × Malice: Deep Cover (phần 1)                                           | 55 phút    | Studio Deen                       | Watanabe Hiroshi                                       | [ 19 ]        |
| 9 tháng 6       | Bishōjo Senshi Sailor Moon Cosmos (phần 1)                                     | 80 phút    | Toei Animation                    | Tomoya Takahashi                                       | [ 20 ]        |
| 9 tháng 6       | Eikyū Shōnen Eternal Boys Next Stage                                           | 69 phút    | Liden Films                       | migmi                                                  | [ 21 ]        |
| 16 tháng 6      | Black Clover: Thanh kiếm của Ma pháp Vương                                     | 113 phút   | Pierrot                           | Tanemura Ayataka                                       | [ 22 ] [ 23 ] |
| 23 tháng 6      | Collar × Malice: Deep Cover (phần 2)                                           | 57 phút    | Studio Deen                       | Watanabeo Hiroshi                                      | [ 19 ]        |
| 23 tháng 6      | Seishun Buta Yarō wa Odekake Sister no Yume o Minai                            | 73 phút    | CloverWorks                       | Masui Sōichi                                           | [ 24 ]        |
| 30 tháng 6      | Bishōjo Senshi Sailor Moon Cosmos (phần 2)                                     | 80 phút    | Toei Animation                    | Tomoya Takahashi                                       | [ 20 ]        |
| 30 tháng 6      | Soreike! Anpanman Roboly to Pokapoka Present                                   | 64 phút    | TMS Entertainment                 | Hashimoto Toshikazu                                    | [ 25 ]        |
| 14 tháng 7      | Thiếu niên và chim diệc                                                        | 124 phút   | Studio Ghibli                     | Miyazaki Hayao                                         | [ 26 ] [ 27 ] |
| 21 tháng 7      | Osomatsu-san: Tamashii no Takoyaki Party to Densetsu no Otomari-kai            | 59 phút    | Studio Pierrot                    | Yamaguchi Hikaru                                       | [ 28 ]        |
| 4 tháng 8       | Shin – Cậu bé bút chì: Đại chiến siêu năng lực ~ Sushi bay ~                   | 93 phút    | Shirogumi                         | Ōne Hitoshi                                            | [ 29 ]        |
| 8 tháng 8       | Thất hình đại tội: Mối thù Edinburgh (phần 2)                                  | 54 phút    | Alfred Imageworks, Marvy Jack     | Abe Noriyuki (tổng), Bob Shirahata                     | [ 30 ]        |
| 18 tháng 8      | Sand Land                                                                      | 106 phút   | Sunrise, Kamikaze Douga, Anima    | Yokoshima Toshihisa                                    | [ 31 ]        |
| 8 tháng 9       | Gekijо̄ban City Hunter: Tenshi no Namida                                        | 94 phút    | Sunrise, The Answer Studio        | Kodama Kenji                                           | [ 32 ]        |
| 15 tháng 9      | Alice to Therese no Maboroshi Kōjō                                             | 111 phút   | MAPPA                             | Okada Mari                                             | [ 33 ]        |
| 15 tháng 9      | Eiga PreCure All Stars F                                                       | 73 phút    | Toei Animation                    | Tanaka Yūta                                            | [ 34 ]        |
| 6 tháng 10      | Girls und Panzer: Saishuushou (phần 4)                                         | 54 phút    | Actas                             | Mizushima Tsutomu                                      | [ 35 ]        |
| 13 tháng 10     | Ōyukiumi no Kaina: Hoshi no Kenja                                              | 100 phút   | Polygon Pictures                  | Ando Hiroaki                                           | [ 36 ]        |
| 20 tháng 10     | Hokkyoku Hyakkaten no Concierge-san                                            | 70 phút    | Production I.G                    | Itazu Yoshimi                                          | [ 37 ]        |
| 27 tháng 10     | Digimon Adventure 02 The Beginning                                             | 80 phút    | Yumeta Company                    | Taguchi Tomohisa                                       | [ 38 ]        |
| 3 tháng 11      | Hi no Tori: Eden no Hana                                                       | 95 phút    | Studio 4°C                        | Nishimi Shōjirō                                        | [ 39 ]        |
| 3 tháng 11      | Sumikko Gurashi: Tsugihagi Kōjo no Fushigi na Ko                               | 70 phút    | Fanworks                          | Sakuta Hazumu                                          | [ 40 ]        |
| 10 tháng 11     | Komada Jōryūsho e Yōkoso                                                       | 91 phút    | P.A.Works                         | Yoshihara Masayuki                                     | [ 41 ]        |
| 17 tháng 11     | Kitarō Tanjō: Gegege no Nazo                                                   | 107 phút   | Toei Animation                    | Koga Gou                                               | [ 42 ]        |
| 23 tháng 11     | Kōkaku Kidōtai SAC_2045 Saigo no Ningen                                        | 126 phút   | Production I.G, Sola Digital Arts | Kamiyama Kenji, Aramaki Shinji (tổng), Fujii Michihito | [ 43 ]        |
| 23 tháng 11     | Pole Princess!!                                                                | 60 phút    | Tatsunoko Production              | Ezoe Hitomi                                            | [ 44 ]        |
| 23 tháng 11     | Sylvanian Families: Freya Kara no Okurimono                                    | 65 phút    | Frebari                           | Konaka Kazuya                                          | [ 45 ]        |
| 1 tháng 12      | Hội chứng tuổi thanh xuân: Cô bé đeo cặp sách                                  | 75 phút    | CloverWorks                       | Masui Sōichi                                           | [ 46 ]        |
| 8 tháng 12      | Otome game no hametsu flag shika nai akuyaku reijō ni tensei shite shimatta... | 90 phút    | Silver Link                       | Inoue Keisuke                                          | [ 47 ]        |
| 8 tháng 12      | Totto-chan cô bé bên cửa sổ                                                    | 114 phút   | Shin-Ei Animation                 | Yakuwa Shinnosuke                                      | [ 48 ]        |
| 15 tháng 12     | Yaneura no Rudger                                                              | 108 phút   | Studio Ponoc                      | Momose Yoshiyuki                                       | [ 49 ]        |
| 22 tháng 12     | Gia đình × Điệp viên Mã: Trắng                                                 | 110 phút   | Wit Studio, CloverWorks           | Furuhashi Kazuhiro                                     | [ 50 ]        |

## Phim truyền hình

### Tháng 1 – tháng 3
| Ngày phát sóng                                     | Tựa đề                                                                                    | Tựa đề gốc                                                                                            | Số tập | Hãng sản xuất                                 | Đạo diễn                               | Ng      |
| -------------------------------------------------- | ----------------------------------------------------------------------------------------- | --- | ------ | --------------------------------------------- | -------------------------------------- | ------- |
| 4 tháng 1 − 29 tháng 3                             | Văn hào lưu lạc (mùa 4)                                                                   | Bungo Stray Dogs                                                                                      | 13     | Bones                                         | Igarashi Takuya                        | [ 51 ]  |
| 4 tháng 1 − 22 tháng 3                             | Chàng băng giá và nàng lạnh lùng                                                          | Koori Zokusei Danshi to Cool na Douryou Joshi                                                         | 12     | Zero-G, Liber                                 | Mankyuu                                | [ 52 ]  |
| 4 tháng 1 − 22 tháng 3                             | Cuộc cách mạng ma thuật của công chúa chuyển sinh và tiểu thư thiên tài                   | Tensei Ōjo to Tensai Reijō no Mahō Kakumei                                                            | 12     | Diomedéa                                      | Tamaki Shingo                          | [ 53 ]  |
| 5 tháng 1 − 23 tháng 3                             | Onii-chan wa Oshimai!                                                                     | | 12     | Studio Bind                                   | Fujii Shingo                           | [ 54 ]  |
| 5 tháng 1 − 23 tháng 3                             | Revenger                                                                                  | | 12     | Ajiadō                                        | Fujimori Masaya                        | [ 55 ]  |
| 5 tháng 1 − 30 tháng 3                             | Lớp học điệp viên                                                                         | Spy Kyoushitsu                                                                                        | 12     | feel.                                         | Kawaguchi Keiichirou                   | [ 56 ]  |
| 5 tháng 1 − 30 tháng 3                             | Technoroid Overmind                                                                       | | 12     | Doga Kobo                                     | Im Ga Hee                              | [ 57 ]  |
| 5 tháng 1 − 30 tháng 3                             | Tomo-chan wa Onnanoko!                                                                    | | 13     | Lay-duce                                      | Nanba Hitoshi                          | [ 58 ]  |
| 5 tháng 1 − 30 tháng 3                             | Tsurune: Tsunagari no Issha (mùa 2)                                                       | | 13     | Kyoto Animation                               | Yamamura Takuya                        | [ 59 ]  |
| 6 tháng 1 − 24 tháng 3                             | Phù thủy băng kiếm sẽ thống trị thế giới                                                  | Hyouken no Majutsushi ga Sekai wo Suberu                                                              | 12     | Cloud Hearts                                  | Takata Masahiro                        | [ 60 ]  |
| 6 tháng 1 − 24 tháng 3                             | Cuộc sống nông dân ở thế giới khác                                                        | Isekai Nonbiri Nōka                                                                                   | 12     | Zero-G                                        | Kuraya Ryōichi                         | [ 61 ]  |
| 6 tháng 1 − 24 tháng 3                             | Nijiyon Animation                                                                         | | 12     | Sunrise                                       | Horiuchi Yuuya                         | [ 62 ]  |
| 6 tháng 1 − 24 tháng 3                             | Bậc thầy kẹo bạc và hắc tinh linh                                                         | Sugar Apple Fairy Tale                                                                                | 12     | J.C.STAFF                                     | Suzuki Youhei                          | [ 63 ]  |
| 7 tháng 1 − 25 tháng 3                             | Cự thú xứ Ars                                                                             | Ars no Kyojuu                                                                                         | 12     | Asahi Production                              | Oguro Akira                            | [ 64 ]  |
| 7 tháng 1 − 1 tháng 4                              | Buddy Daddies                                                                             | | 12     | P.A.Works                                     | Asai Yoshiyuki                         | [ 65 ]  |
| 7 tháng 1 − 18 tháng 3                             | Dungeon ni Deai wo Motomeru no wa Machigatteiru Darou ka IV: Fukashou Yakusai-hen         | | 11     | J.C.STAFF                                     | Tachibana Hideki                       | [ 66 ]  |
| 7 tháng 1 − 25 tháng 3                             | Cuộc sống khi là chó cưng của Inukai-san.                                                 | Inu ni Nattara Suki na Hito ni Hirowareta                                                             | 12     | Quad                                          | Andou Takashi                          | [ 67 ]  |
| 7 tháng 1 − 25 tháng 3                             | Cuộc sống chậm của chiến binh hắc ám bị cho về vườn tuổi 30                               | Kaiko Sareta Ankoku Heishi (30-dai) no Slow na Second Life                                            | 12     | encourage films                               | Oizaki Fumitoshi                       | [ 68 ]  |
| 7 tháng 1 − 8 tháng 4                              | Cuộc phiêu lưu kì lạ của JoJo: Đại dương đá (phần 3)                                      | JoJo no Kimyō na Bōken: Stone Ocean                                                                   | 14     | david production                              | Suzuki Kenichi (tổng), Kato Toshiyuki  | [ 69 ]  |
| 7 tháng 1 − 25 tháng 3                             | Thiên sứ nhà bên                                                                          | Otonari no Tenshi-sama ni Itsunomanika Dame Ningen ni Sareteita Ken                                   | 12     | project No.9                                  | Wang Lihua                             | [ 70 ]  |
| 7 tháng 1 − 25 tháng 3                             | Trigun Stampede                                                                           | | 12     | Orange                                        | Mutou Kenji                            | [ 71 ]  |
| 7 tháng 1 − 25 tháng 3                             | Số phận của vị hôn thê                                                                    | Tsundere Akuyaku Reijou Liselotte to Jikkyou no Endo kun to Kaisetsu no Kobayashi san                 | 12     | Tezuka Productions                            | Yoshimura Fumihiro                     | [ 72 ]  |
| 7 tháng 1 − 15 tháng 4                             | UniteUp!                                                                                  | | 12     | CloverWorks                                   | Ushijima Shinichiro                    | [ 73 ]  |
| 8 tháng 1 − 26 tháng 3                             | Anh thợ Saitou đa năng ở dị giới                                                          | Benriya Saitō-san, Isekai ni Iku                                                                      | 12     | C2C                                           | Kubooka Toshiyuki                      | [ 74 ]  |
| 8 tháng 1 − 26 tháng 3                             | Đừng chọc anh nữa mà, Nagatoro-san (mùa 2)                                                | Ijiranaide, Nagatoro-san 2nd Attack                                                                   | 12     | OLM                                           | Ushiro Shinji                          | [ 75 ]  |
| 8 tháng 1 9 tháng 7 (tái phát sóng) - 24 tháng 9   | Học viện Ma vương (mùa 2, phần 1)                                                         | Maō Gakuin no Futekigōsha: Shijō Saikyō no Maō no Shiso, Tensei shite Shison-tachi no Gakkō ekayou II | 12     | Silver Link                                   | Oonuma Shin (tổng), Tamura Masafumi    | [ 76 ]  |
| 8 tháng 1 − 23 tháng 7                             | Nier: Automata Ver1.1a                                                                    | | 12     | A-1 Pictures                                  | Ryouji Masuyama                        | [ 77 ]  |
| 8 tháng 1 − 2 tháng 4                              | Nokemono-tachi no Yoru                                                                    | | 13     | Ashi Productions                              | Yamamoto Yasutaka                      | [ 78 ]  |
| 8 tháng 1 − 26 tháng 3                             | Tiết kiệm 80000 đồng vàng ở thế giới khác để an dưỡng tuổi già                            | Rōgo ni Sonaete Isekai de 8-manmai no Kinka wo Tamemasu                                               | 12     | Felix Film                                    | Tamada Hiroshi                         | [ 79 ]  |
| 8 tháng 1 − 1 tháng 4                              | Âm dương sư mạnh nhất chuyển sinh                                                         | Saikyō Onmyōji no Isekai Tenseiki                                                                     | 13     | Studio Blanc                                  | Shibuya Ryōsuke                        | [ 80 ]  |
| 8 tháng 1 − 26 tháng 3                             | The Legend of Heroes Sen no Kiseki Northern War                                           | | 12     | Tatsunoko Production                          | Satou Hidekazu                         | [ 81 ]  |
| 8 tháng 1 − 2 tháng 4                              | Tokyo Revengers: Seiya Kessen-hen (mùa 2)                                                 | | 13     | Liden Films                                   | Hatsumiko Uichi                        | [ 82 ]  |
| 9 tháng 1 − 27 tháng 3                             | High Card                                                                                 | | 12     | Studio Hibari                                 | Wada Junichi                           | [ 83 ]  |
| 9 tháng 1 − 27 tháng 3                             | Đặc ân của thần 2                                                                         | Kami-tachi ni Hirowareta Otoko 2                                                                      | 12     | Maho Film                                     | Yūji Yanase                            | [ 84 ]  |
| 9 tháng 1 − 27 tháng 3                             | Suy luận hư cấu (mùa 2)                                                                   | Kyokou Suiri Season2                                                                                  | 12     | Brain's Base                                  | Gotou Keiji                            | [ 85 ]  |
| 9 tháng 1 − 27 tháng 3                             | Kyūketsuki Sugu Shinu 2                                                                   | | 12     | Madhouse                                      | Kōjina Hiroshi                         | [ 86 ]  |
| 9 tháng 1 − 3 tháng 4                              | Ghi điểm, một lần nữa!                                                                    | Mou Ippon!                                                                                            | 13     | Bakken Record                                 | Ogiwara Ken                            | [ 87 ]  |
| 10 tháng 1 11 tháng 7 (tái phát sóng) − 26 tháng 9 | Ayakashi Triangle                                                                         | | 12     | CONNECT                                       | Akitaya Noriaki                        | [ 88 ]  |
| 10 tháng 1 − 28 tháng 3                            | Chuyển sinh để nâng cao kỹ năng: Vua anh hùng trở thành kỵ sĩ học việc mạnh nhất thế giới | Eiyuu Ou, Bu o Kiwameru tame Tenseisu: Soshite, Sekai Saikyou no Minarai Kishi ♀                      | 12     | Studio Comet                                  | Kuzuya Naoyuki                         | [ 89 ]  |
| 10 tháng 1 − 28 tháng 3                            | Có vẻ nhóm mạo hiểm giả không tin vào nhân loại sẽ giải cứu thế giới                      | Ningen Fushin no Boukensha-tachi ga Sekai o Sukuu You desu                                            | 12     | Geek Toys                                     | Imazaki Itsuki                         | [ 91 ]  |
| 10 tháng 1 4 tháng 4 (tái phát sóng) − 20 tháng 6  | Kubo không để tôi vô hình                                                                 | Kubo-san wa Mob o Yurusanai                                                                           | 12     | Pine Jam                                      | Koga Kazuomi                           | [ 92 ]  |
| 10 tháng 1 − 28 tháng 3                            | Mononogatari                                                                              | | 12     | BN Pictures                                   | Kimura Ryuuichi                        | [ 93 ]  |
| 10 tháng 1 − 20 tháng 6                            | Vinland Saga: Bản hùng ca Viking (mùa 2)                                                  | Vinland Saga 2                                                                                        | 24     | MAPPA                                         | Yabuta Shūhei                          | [ 94 ]  |
| 11 tháng 1 − 29 tháng 3                            | Ẩm thực dã ngoại tại dị giới với kỹ năng không tưởng                                      | Tondemo Skill de Isekai Hourou Meshi                                                                  | 12     | MAPPA                                         | Matsuda Kiyoshi                        | [ 95 ]  |
| 11 tháng 1 − 20 tháng 4                            | Vì mình chẳng muốn bị đau nên mình sẽ nâng tối đa lực phòng ngự Season 2                  | Itai no wa Iya nano de Bōgyoryoku ni Kyokufuri Shitai to Omoimasu. 2                                  | 12     | Silver Link                                   | Oonuma Shin                            | [ 96 ]  |
| 12 tháng 1 − 23 tháng 3                            | Ooyuki Umi no Kaina                                                                       | | 11     | Polygon Pictures                              | Andou Hiroaki                          | [ 97 ]  |
| 13 tháng 1 − 31 tháng 3                            | D4DJ All Mix                                                                              | | 12     | Sanzigen                                      | Mizushima Seiji (tổng), Suzuki Daisuke | [ 98 ]  |
| 13 tháng 1 − 24 tháng 3                            | Pokémon: Mezase Pokemon Master                                                            | | 11     | OLM                                           | Yuyama Kunihiko (tổng), Tomiyasu Daiki | [ 99 ]  |
| 14 tháng 1 − 1 tháng 4                             | Cardfight!! Vanguard: will+Dress Season 2                                                 | | 12     | Kinema citrus, Gift-o'-Animation, Studio Jemi | Mori Ken (tổng), Suzuki Ryuutarou      | [ 100 ] |
| 14 tháng 1 − 18 tháng 3                            | Hikari no Ou                                                                              | | 10     | Signal.MD                                     | Nishimura Junji                        | [ 101 ] |
| 14 tháng 1 − 1 tháng 4                             | Thứ quả tiến hóa: Còn chưa hiểu chuyện gì thì đời tôi đã trở nên vô đối (mùa 2)           | Shin Shinka no Mi: Shiranai Uchi ni Kachigumi Jinsei                                                  | 12     | Hotline                                       | Okumura Yoshiaki (tổng), Fukase Shige  | [ 102 ] |
| 17 tháng 1 − 31 tháng 1                            | Flaglia: Natsuyasumi no Monogatari                                                        | | 6      | Studio Gaina                                  | Kawasaki Itsurou                       | [ 103 ] |
| 18 tháng 1 − 5 tháng 4                             | Majutsushi Orphen Hagure Tabi: Urbanrama-hen (mùa 3, phần 1)                              | | 12     | Studio Deen                                   | Hamana Takayuki                        | [ 104 ] |
| 5 tháng 2 − 28 tháng 1, 2024                       | Hirogaru Sky! Precure                                                                     | | 50     | Toei Animation                                | Ogawa Kouji                            | [ 105 ] |
| 4 tháng 3                                          | Shingeki no Kyojin: The Final Season - Kanketsu-hen (phần 1)                              | | 1      | MAPPA                                         | Hayashi Yuuichirou                     | [ 106 ] |
| 21 tháng 3 − 27 tháng 3                            | Yomawari Neko                                                                             | | 15     | Shogakukan Music & Digital Entertainment      | Taketani Kazuma                        | [ 107 ] |

### Tháng 4 – tháng 6
| Ngày phát sóng          | Tựa đề                                                                     | Tựa đề gốc                                                                                             | Số tập | Hãng sản xuất              | Đạo diễn                                     | Ng              |
| ----------------------- | -------------------------------------------------------------------------- | --- | ------ | -------------------------- | -------------------------------------------- | --------------- |
| 1 tháng 4 - 1 tháng 10  | Edens Zero (mùa 2)                                                         | | 25     | J.C. Staff                 | Ishihira Shinji (tổng), Watanabe Toshinori   | [ 108 ]         |
| 1 tháng 4 − 1 tháng 7   | Địa ngục cực lạc                                                           | Jigokuraku                                                                                             | 13     | MAPPA                      | Makita Kaori                                 | [ 109 ]         |
| 1 tháng 4 - 23 tháng 9  | Mix: Meisei Story 2nd Season - Nidome no Natsu, Sora no Mukou e (mùa 2)    | | 24     | OLM Team Masuda            | Kamitani Tomohiro                            | [ 110 ]         |
| 1 tháng 4 − 24 tháng 6  | Tengoku Daimakyō                                                           | | 13     | Production I.G             | Mori Daiki                                   | [ 111 ]         |
| 2 tháng 4 − 18 tháng 6  | Boku no Kokoro no Yabai Yatsu                                              | | 12     | Shin-Ei Animation          | Akagi Hiroaki                                | [ 112 ]         |
| 2 tháng 4 − 18 tháng 6  | Anh hùng nhà tôi                                                           | My Home Hero                                                                                           | 12     | Tezuka Productions         | Kamei Takashi                                | [ 113 ]         |
| 2 tháng 4               | Tōsōchū: The Great Mission                                                 | |        | Toei Animation             | Kaizawa Yukio                                | [ 114 ]         |
| 2 tháng 4 − 25 tháng 6  | Yêu Yamada ở Lv999                                                         | Yamada-kun to Lv999 no Koi o Suru                                                                      | 13     | Madhouse                   | Asaka Morio                                  | [ 115 ]         |
| 3 tháng 4 − 19 tháng 6  | Đến thế giới mới với smartphone! 2                                         | Isekai wa Smartphone to Tomo ni. 2                                                                     | 12     | J.C.Staff                  | Iwasaki Yoshiaki                             | [ 116 ]         |
| 3 tháng 4 − 19 tháng 6  | Kuma Kuma Kuma Bear Punch! (mùa 2)                                         | | 12     | EMT Squared                | Nobuta Yuu                                   | [ 117 ]         |
| 3 tháng 4 − 19 tháng 6  | Biên niên sử quý tộc tái sinh ở thế giới khác                              | Tensei Kizoku no Isekai Bōken Roku                                                                     | 12     | EMT Squared, Magic Bus     | Nakamura Noriyuki                            | [ 118 ]         |
| 4 tháng 4 − 20 tháng 6  | Alice Gear Aegis Expansion                                                 | | 12     | Nomad                      | Hanai Hirokazu                               | [ 119 ]         |
| 4 tháng 4 − 20 tháng 6  | Kizuna no Allele                                                           | | 12     | Wit Studio, Signal.MD      | Komaya Kenichirou                            | [ 120 ]         |
| 4 tháng 4 − 20 tháng 6  | Skip to Loafer                                                             | | 12     | P.A.Works                  | Deai Kotomi                                  | [ 121 ]         |
| 5 tháng 4 − 21 tháng 6  | Tokyo Meo Meo Mới (mùa 2)                                                  | Tokyo Mew Mew New                                                                                      | 12     | Yumeta Company, Graphinica | Natori Takahiro                              | [ 122 ] [ 123 ] |
| 6 tháng 4 - 15 tháng 6  | Dr.Stone: New World (phần 1)                                               | | 12     | TMS Entertainment          | Matsushita Shūhei                            | [ 124 ]         |
| 6 tháng 4 − 30 tháng 6  | Sau khi có được năng lực bá đạo ở dị giới, tôi cũng vô đối ở thế giới thực | Isekai de Cheat Skill o Te ni Shita Ore wa, Genjitsu Sekai o mo Musou Suru: Level Up wa Jinsei o Kaeta | 13     | Millepensee                | Tanabe Shingo                                | [ 125 ]         |
| 6 tháng 4 − 6 tháng 7   | KamiKatsu: Là thần trong thế giới vô thần                                  | Kaminaki Sekai no Kamisama Katsudou                                                                    | 12     | Studio Palette             | Inaba Yuki                                   | [ 123 ]         |
| 6 tháng 4 − 22 tháng 6  | Kono Subarashii Sekai ni Bakuen o!                                         | | 12     | Drive                      | Kanasaki Takaomi (tổng đạo diễn), Abe Yujiro | [ 126 ]         |
| 6 tháng 4 − 22 tháng 6  | Cô dâu pháp sư (mùa 2, phần 1)                                             | Mahō Tsukai no Yome Season 2                                                                           | 12     | Studio Kafka               | Terasawa Kazuaki                             | [ 127 ]         |
| 6 tháng 4 − 29 tháng 6  | The Idolmaster Cinderella Girls U149                                       | | 12     | CygamesPictures            | Okamoto Manabu                               | [ 128 ]         |
| 6 tháng 4 − 22 tháng 6  | Yuri là công việc của tôi!                                                 | Watashi no Yuri wa Oshigoto Desu!                                                                      | 12     | Passione, Studio Lings     | Sanpei Hijiri                                | [ 129 ]         |
| 7 tháng 4− 23 tháng 6   | Khủng hoảng quá dễ thương                                                  | Kawaisugi Crisis                                                                                       | 12     | SynergySP                  | Hatori Jun                                   | [ 130 ]         |
| 7 tháng 4 − 23 tháng 6  | Opus Colors                                                                | | 12     | C-Station                  | Tada Shunsuke                                | [ 131 ]         |
| 7 tháng 4 − 23 tháng 6  | Dũng sĩ đã chết!                                                           | Yūsha ga Shinda!                                                                                       | 12     | Liden Films                | Kujo Rion                                    | [ 132 ]         |
| 8 tháng 4 − 24 tháng 6  | Birdie Wing: Golf Girls' Story (mùa 2)                                     | | 12     | Bandai Namco Pictures      | Inagaki Takayuki                             | [ 133 ]         |
| 8 tháng 4 − 24 tháng 6  | Edomae Elf                                                                 | | 12     | C2C                        | Anzai Takebumi                               | [ 134 ]         |
| 8 tháng 4 − 24 tháng 6  | Isekai One Turn Kill Nee-san                                               | | 12     | Gekkō                      | Takagi Hiroaki                               | [ 135 ]         |
| 8 tháng 4 − 1 tháng 7   | Mashle                                                                     | | 12     | A-1 Pictures               | Tanaka Tomonari                              | [ 136 ]         |
| 8 tháng 4 − 24 tháng 6  | Mahō Shōjo Magical Destroyers                                              | | 12     | Bibury Animation Studios   | Ikehata Hiroshi                              | [ 137 ]         |
| 8 tháng 4 − 24 tháng 6  | Megami no Cafe Terrace                                                     | | 12     | Tezuka Productions         | Kuwabara Satoshi                             | [ 138 ]         |
| 8 tháng 4 − 24 tháng 6  | Những cô gái của Rokudo                                                    | Rokudō no Onna-tachi                                                                                   | 12     | Satelight                  | Saitou Keiya                                 | [ 139 ]         |
| 8 tháng 4 − 24 tháng 6  | Tóm lại em rất dễ thương (mùa 2)                                           | Tonikaku Kawaii                                                                                        | 12     | Seven Arcs                 | Hiroshi Ikehata                              | [ 140 ] [ 141 ] |
| 9 tháng 4 − 25 tháng 6  | Dị giới triệu hồi lần thứ hai                                              | Isekai Shōkan wa Nidome Desu                                                                           | 12     | Studio Elle                | Nakanishi Motoki                             | [ 142 ]         |
| 9 tháng 4 − 2 tháng 7   | Chiến sĩ cơ động Gundam: Pháp sư đến từ sao Thủy (mùa 2)                   | Kidō Senshi Gundam: Suisei no Majo Season 2                                                            | 12     | Sunrise                    | Kobayashi Hiroshi                            | [ 143 ]         |
| 9 tháng 4 − 8 tháng 10  | Ao no Orchestra                                                            | | 24     | Nippon Animation           | Kishi Seiji                                  | [ 144 ]         |
| 9 tháng 4 − 2 tháng 7   | Jijou wo Shiranai Tenkousei ga Guigui Kuru                                 | | 13     | St.Signpost                | Kageyama Shigenori                           | [ 145 ]         |
| 9 tháng 4 − 18 tháng 6  | Thanh gươm diệt quỷ: Phần Làng rèn kiếm (mùa 3)                            | Kimetsu no Yaiba: Katanakaji no Sato-hen                                                               | 11     | ufotable                   | Sotozaki Haruo                               | [ 146 ]         |
| 9 tháng 4 − 25 tháng 6  | Otonari ni Ginga                                                           | | 12     | Asahi Production           | Kimura Ryuichi                               | [ 147 ]         |
| 9 tháng 4 − 25 tháng 6  | World Dai Star                                                             | | 12     | Lerche                     | Kinome Yū                                    | [ 148 ]         |
| 10 tháng 4 − 26 tháng 6 | Vị hôn thê khế ước của công tước                                           | Kanojo ga Koushaku-tei ni Itta Riyuu                                                                   | 12     | Typhoon Graphics           | Yamamoto Junichi                             | [ 149 ]         |
| 11 tháng 4 − 27 tháng 6 | Dead Mount Death Play (phần 1)                                             | | 12     | Geek Toys                  | Ono Manabu                                   | [ 150 ]         |
| 11 tháng 4 − 4 tháng 7  | Câu lạc bộ những kẻ mất ngủ                                                | Kimi wa Hōkago Insomnia                                                                                | 13     | Liden Films                | Ikeda Yūki                                   | [ 151 ]         |
| 12 tháng 4 − 28 tháng 6 | Majutsushi Orphen Hagure Tabi: Seiikihen-hen (mùa 3, phần 2)               | | 12     | Studio Deen                | Hamana Takayuki                              | [ 152 ]         |
| 12 tháng 4 − 28 tháng 6 | Đứa con của thần tượng                                                     | Oshi no Ko                                                                                             | 11     | Doga Kobo                  | Hiramaki Daisuke                             | [ 153 ]         |
| 12 tháng 4 − 28 tháng 6 | The Marginal Service                                                       | | 12     | Studio 3Hz                 | Sakoi Masayuki                               | [ 154 ]         |
| 14 tháng 4 − 16 tháng 6 | Ousama Ranking: Yuuki no Takarabako                                        | | 10     | Wit Studio                 | Hatta Yousuke                                | [ 155 ]         |
| 14 tháng 4              | Pokémon                                                                    | |        | OLM Team Kato              | Den Saori                                    | [ 156 ]         |
| 20 tháng 4 - 28 tháng 9 | Vua quái vật và nàng công chúa hiến tế                                     | Niehime to Kemono no Ou                                                                                | 24     | J.C.Staff                  | Kon Chiaki                                   | [ 157 ]         |
| 16 tháng 5 - 27 tháng 9 | Mamekichi Mameko NEET no Nichijou (mùa 2)                                  | | 39     | Tezuka Production          | Kuwabara Satoshi                             | [ 158 ]         |
| 29 tháng 6 - 14 tháng 9 | BanG Dream! It's MyGo!!!!!                                                 | | 13     | Sanzigen                   | Kakimoto Koudai                              | [ 159 ]         |

### Tháng 7 – tháng 9
| Ngày phát sóng                | Tựa đề                                                                                    | Tựa đề gốc                                                                             | Số tập | Hãng sản xuất                                 | Đạo diễn                               | Ng              |
| ----------------------------- | ----------------------------------------------------------------------------------------- | -------------------------------------------------------------------------------------- | ------ | --------------------------------------------- | -------------------------------------- | --------------- |
| 1 tháng 7 - 23 tháng 9        | Horimiya: piece                                                                           |                                                                                        | 13     | CloverWorks                                   | Ishihama Masashi                       | [ 160 ]         |
| 2 tháng 7 - 17 tháng 9        | Ayaka                                                                                     |                                                                                        | 12     | Studio Blanc                                  | Nagayama Nobuyoshi                     | [ 161 ]         |
| 2 tháng 7                     | Fate/strange Fake: Whispers of Dawn                                                       |                                                                                        | 1      | A-1 Pictures                                  | Enokido Shun, Sakazume Takahito        | [ 162 ]         |
| 2 tháng 7 - 17 tháng 9        | Genjitsu no Yohane: Sunshine in the Mirror                                                |                                                                                        | 13     | Sunrise                                       | Nakatani Asami                         | [ 163 ]         |
| 2 tháng 7                     | Jitsu wa Ore, Saikyō deshita?                                                             |                                                                                        | 1      | Staple Entertainment                          | Naoya Takashi                          | [ 164 ]         |
| 2 tháng 7 - 17 tháng 9        | Ryza no Atelier: Tokoyami no Joou to Himitsu no Kakurega                                  |                                                                                        | 12     | Liden Films                                   | Yuzuriha Emma                          | [ 165 ]         |
| 2 tháng 7 - 1 tháng 10        | Uchi no Kaisha no Chiisai Senpai no Hanashi                                               |                                                                                        | 12     | project No.9                                  | Satō Mitsutoshi                        | [ 166 ]         |
| 3 tháng 7 - 18 tháng 9        | Masamune-kun no Revenge R (mùa 2)                                                         |                                                                                        | 12     | Silver Link                                   | Minato Mirai                           | [ 167 ]         |
| 3 tháng 7 - 18 tháng 9        | Chúa tể quỷ cấp 1 Và anh hùng một phòng                                                   | Lv1 Maō to One Room Yūsha                                                              | 12     | Silver Link, Blade                            | Inoue Keisuke                          | [ 168 ]         |
| 3 tháng 7 - 24 tháng 9        | Thất nghiệp chuyển sinh II                                                                | Mushoku Tensei II: Isekai Ittara Honki Dasu                                            | 13     | Studio Bind                                   | Hirano Hiroki                          | [ 169 ]         |
| 4 tháng 7 - 19 tháng 9        | Kiếp chuyển sinh ngọt ngào                                                                | Okashi na Tensei                                                                       | 12     | SynergySP                                     | Kuzuya Naoyuki                         | [ 170 ] [ 171 ] |
| 4 tháng 7 - 19 tháng 9        | Mononogatari (mùa 2)                                                                      |                                                                                        | 12     | BN Pictures                                   | Kimura Ryuichi                         | [ 172 ]         |
| 4 tháng 7 - 26 tháng 9        | Cô bạn tôi thầm thích lại quên mang kính rồi                                              | Suki na Ko ga Megane o Wasureta                                                        | 13     | GoHands                                       | Kudo Susumu (tổng), Yokomine Katsumasa | [ 173 ]         |
| 4 tháng 7 - 19 tháng 9        | Yumemiru Danshi wa Genjitsushugisha                                                       |                                                                                        | 12     | Studio Gokumi, AXsiZ                          | Koga Kazuomi                           | [ 174 ]         |
| 5 tháng 7 - 12 tháng 9        | Jidōhanbaiki ni Umarekawatta Ore wa Meikyū ni Samayō                                      |                                                                                        | 12     | Studio Gokumi, AXsiZ                          | Akitaya Noriaki                        | [ 175 ]         |
| 5 tháng 7 - 20 tháng 9        | Cuộc hôn nhân hạnh phúc của tôi                                                           | Watashi no Shiawase na Kekkon                                                          | 12     | Kinema Citrus                                 | Kubota Takehiro                        | [ 176 ]         |
| 6 tháng 7 - 28 tháng 12       | Chú thuật hồi chiến (mùa 2)                                                               | Jujutsu Kaisen                                                                         | 23     | MAPPA                                         | Gosho Shōta                            | [ 141 ] [ 177 ] |
| 6 tháng 7 - 28 tháng 9        | Undead Girl Murder Farce                                                                  |                                                                                        | 13     | Lapin Track                                   | Hatakeyama Mamoru                      | [ 178 ]         |
| 7 tháng 7 - 22 tháng 9        | Nữ vương trùm cuối cùng hung cực ác, căn nguyên của mọi thảm kịch sẽ dốc sức vì người dân | Higeki no Genkyou to Naru Saikyou Gedou Last Boss Joou wa Tami no Tame ni Tsukushimasu | 12     | OLM Team Yoshioka                             | Nitta Norio                            | [ 179 ] [ 180 ] |
| 7 tháng 7 - 22 tháng 9        | Hyakushō Kizoku                                                                           |                                                                                        | 12     | Pie in the sky                                | Sawada Yūtarō                          | [ 181 ]         |
| 7 tháng 7 - 15 tháng 12       | Rurouni Kenshin: Meiji Kenkaku Romantan                                                   |                                                                                        | 24     | Liden Films                                   | Yamamoto Hideyo                        | [ 182 ]         |
| 7 tháng 7 - 22 tháng 9        | Thánh giả vô song                                                                         | Seija Musō                                                                             | 12     | Yokohama Animation Laboratory, Cloud Hearts   | Tamagawa Masato                        | [ 171 ] [ 183 ] |
| 7 tháng 7 - 22 tháng 9        | Bậc thầy kẹo bạc và hắc tinh linh (phần 2)                                                | Sugar Apple Fairy Tale                                                                 | 12     | J.C.Staff                                     | Suzuki Youhei                          | [ 184 ]         |
| 8 tháng 7 - 30 tháng 9        | Dữ liệu gen AI                                                                            | AI no Idenshi                                                                          | 12     | Madhouse                                      | Sato Yuzo                              | [ 180 ] [ 185 ] |
| 8 tháng 7 - 30 tháng 9        | Bleach: Huyết chiến ngàn năm - Chia biệt                                                  | Bleach: Sennen Kessen-hen Ketsubetsu-tan                                               | 13     | Studio Pierrot                                | Taguchi Tomohisa                       | [ 186 ]         |
| 8 tháng 7 - 7 tháng 10        | Cardfight!! Vanguard will+Dress (mùa 3)                                                   |                                                                                        | 13     | Kinema Citrus, Gift-o'-Animation, Studio Jemi | Mori Ken                               | [ 187 ]         |
| 8 tháng 7 - 30 tháng 9        | Dekiru Neko wa Kyō mo Yūutsu                                                              |                                                                                        | 13     | GoHands                                       | Kudo Susumu (tổng), Yokomine Katsumasa | [ 188 ]         |
| 8 tháng 7 - 30 tháng 9        | Bạn gái thuê (mùa 3)                                                                      | Kanojo, okarishimasu                                                                   | 12     | TMS Entertainment                             | Une Shin'ya                            | [ 189 ]         |
| 8 tháng 7 - 23 tháng 9        | Mặc dù chỉ cấp độ 1 nhưng vì có kỹ năng độc nhất nên tôi là người mạnh nhất               | Level 1 dakedo Unique Skill de Saikyou desu                                            | 12     | Maho Film                                     | Yanase Yuuji                           | [ 180 ] [ 190 ] |
| 8 tháng 7 - 23 tháng 9        | Liar Liar                                                                                 |                                                                                        | 12     | Geek Toys                                     | Ono Satoru, Matsuura Naoki             | [ 191 ]         |
| 8 tháng 7 - 14 tháng 10       | Thất kiếm ma thuật thống trị thế giới                                                     | Nanatsu no Maken ga Shihai Suru                                                        | 15     | J.C.Staff                                     | Matsune Masato                         | [ 171 ] [ 192 ] |
| 8 tháng 7 - 23 tháng 12       | Shadowverse Flame: Seven Shadows-hen                                                      |                                                                                        | 25     | Zexcs                                         | Kawaguchi Keiichiro                    | [ 193 ]         |
| 9 tháng 7 - 24 tháng 9        | Lớp học anh hùng                                                                          | Eiyū Kyōshitsu                                                                         | 12     | Actas                                         | Kawaguchi Keiichiro                    | [ 171 ] [ 194 ] |
| 9 tháng 7 - 24 tháng 9        | Công tước tử thần & cô hầu (mùa 2)                                                        | Shinigami bocchan to kuro maid                                                         | 12     | J.C.Staff                                     | Yamakawa Yoshiki                       | [ 171 ] [ 195 ] |
| 9 tháng 7 - 24 tháng 9        | TenPuru                                                                                   |                                                                                        | 12     | Gekkō                                         | Koga Kazuomi                           | [ 196 ]         |
| 9 tháng 7 - 26 tháng 12       | Xác Sống 100: 100 điều tôi muốn làm trước khi trở thành xác sống                          | Zom 100: Zombie ni Naru made ni Shitai 100 no Koto                                     | 12     | Bug Films                                     | Kawagoe Kazuki                         | [ 180 ] [ 197 ] |
| 10 tháng 7 - 25 tháng 9       | Dark Gathering                                                                            |                                                                                        | 25     | OLM                                           | Hiroshi Ikehata                        | [ 198 ]         |
| 10 tháng 7 - 2 tháng 10       | Yamishibai (mùa 11)                                                                       |                                                                                        | 13     | ILCA, yell                                    | Funada Akira                           | [ 199 ]         |
| 11 tháng 7 - 26 tháng 9       | Synduality: Noir                                                                          |                                                                                        | 12     | Eight Bit                                     | Yamamoto Yuusuke                       | [ 200 ]         |
| 12 tháng 7 - 20 tháng 9       | Văn hào lưu lạc (mùa 5)                                                                   | Bungo Stray Dogs                                                                       | 11     | Bones                                         | Igarashi Takuya                        | [ 171 ] [ 201 ] |
| 12 tháng 7 - 20 tháng 12      | Helck                                                                                     |                                                                                        | 24     | Satelight                                     | Satō Tatsuo                            | [ 202 ]         |
| 13 tháng 7 - 28 tháng 9       | Ma vương đi làm! (mùa 2 - phần 2)                                                         | Hataraku Maou-sama!! 2nd Season                                                        | 12     | Studio 3Hz                                    | Tsukushi Daisuke                       | [ 171 ] [ 203 ] |
| 13 tháng 7 - 28 tháng 9       | Shiro Seijo to Kuro Bokushi                                                               |                                                                                        | 12     | Doga Kobo                                     | Noro Sumie                             | [ 204 ]         |
| 13 tháng 7 - 28 tháng 9       | Lớp học điệp viên (mùa 2)                                                                 | Spy Kyoushitsu                                                                         | 12     | feel                                          | Kawaguchi Keiichirou                   | [ 141 ] [ 205 ] |
| 1 tháng 8 - 10 tháng 5, 2024  | Odekake Kozame                                                                            |                                                                                        | 60     | ENGI                                          | Maki Marina                            | [ 206 ]         |
| 2 tháng 9 - 9 tháng 9         | Gotoubun no Hanayome∽                                                                     |                                                                                        | 2      | Shaft                                         | Miyamoto Yukihiro                      | [ 207 ]         |
| 25 tháng 9 -                  | Chickip Dancers (mùa 3)                                                                   |                                                                                        |        | Fanworks                                      | Rarecho                                | [ 208 ]         |
| 29 tháng 9 - 22 tháng 12      | Ojō to Banken-kun                                                                         |                                                                                        | 13     | project No.9                                  | Takamoto Nobuhiro                      | [ 209 ]         |
| 29 tháng 9 - 22 tháng 3, 2024 | Frieren: Pháp sư tiễn táng                                                                | Sōsō no Frieren                                                                        | 28     | Madhouse                                      | Saitō Keiichirō                        | [ 210 ] [ 211 ] |
| 30 tháng 9 - 23 tháng 3, 2024 | Megumi no Daigo: Kyūkoku no Orange                                                        |                                                                                        | 23     | Brain's Base                                  | Murata Masahiko                        | [ 212 ]         |
| 30 tháng 9 - 31 tháng 3, 2024 | Ragna Crimson                                                                             |                                                                                        | 24     | Silver Link                                   | Takahashi Ken                          | [ 213 ]         |

### Tháng 10 − tháng 12
| Ngày phát sóng                 | Tựa đề                                                               | Số tập | Hãng sản xuất                     | Đạo diễn                               | Ng      |
| ------------------------------ | -------------------------------------------------------------------- | ------ | --------------------------------- | -------------------------------------- | ------- |
| 1 tháng 10 - 17 tháng 12       | Overtake!                                                            | 12     | Troyca                            | Aoki Ei                                | [ 214 ] |
| 1 tháng 10 -                   | Captain Tsubasa Season 2: Junior Youth-hen-hen                       |        | Studio Kai                        | Ono Katsumi                            | [ 215 ] |
| 1 tháng 10 - 17 tháng 12       | Dekoboko Majo no Oyako Jijō                                          | 12     | A-Real                            | Takata Masahiro                        | [ 216 ] |
| 1 tháng 10 - 31 tháng 3, 2024  | Shangri-La Frontier                                                  | 25     | C2C                               | Kubooka Toshiyuki                      | [ 217 ] |
| 2 tháng 10 - 18 tháng 12       | B-Project: Netsuretsu*Love Call                                      | 12     | Asahi Production                  | Takeda Mutsumi                         | [ 218 ] |
| 2 tháng 10 - 25 tháng 12       | Kamonohashi Ron no Kindan Suiri                                      | 13     | diomedéa                          | Ihata Shōta                            | [ 219 ] |
| 2 tháng 10 - 18 tháng 12       | MF Ghost                                                             | 12     | Felix Film                        | Naka Tomohito                          | [ 220 ] |
| 2 tháng 10 - 25 tháng 12       | Migi & Dali                                                          | 13     | Geek Toys                         | Mankyū                                 | [ 221 ] |
| 3 tháng 10 - 26 tháng 12       | Paradox Live the Animation                                           | 12     | Pine Jam                          | Ando Naoya                             | [ 222 ] |
| 3 tháng 10 - 19 tháng 12       | Seijo no Maryoku wa Bannō Desu (mùa 2)                               | 12     | diomedéa                          | Ihata Shōta                            | [ 223 ] |
| 3 tháng 10 - 19 tháng 12       | Seiken Gakuin no Maken Tsukai                                        | 12     | Passione                          | Morita Hiroyuki                        | [ 224 ] |
| 3 tháng 10 - 19 tháng 12       | Shy                                                                  | 12     | Eight Bit                         | Andō Masaomi                           | [ 225 ] |
| 3 tháng 10 - 19 tháng 12       | Toaru Ossan no VRMMO Katsudōki                                       | 12     | Maho Film                         | Nakazawa Yuichi                        | [ 226 ] |
| 3 tháng 10 - 19 tháng 12       | Watashi no Oshi wa Akuyaku Reijō                                     | 12     | Platinum Vision                   | Ōba Hideaki                            | [ 227 ] |
| 4 tháng 10 - 20 tháng 12       | Bull Buster                                                          | 12     | NUT                               | Aoki Hiroyasu                          | [ 228 ] |
| 4 tháng 10 - 20 tháng 12       | Kage no Jitsuryokusha ni Naritakute! 2nd Season                      | 12     | Nexus                             | Nakanishi Kazuya                       | [ 229 ] |
| 4 tháng 10 - 20 tháng 12       | Konyaku Haki Sareta Reijō o Hirotta Ore ga, Ikenai Koto o Oshiekomu  | 12     | Zero-G, Digital Network Animation | Asami Takashi                          | [ 230 ] |
| 4 tháng 10 - 27 tháng 12       | Shinobanai! CryptoNinja Sakuya                                       | 13     | Fanworks                          | Nonaka Akifumi                         | [ 231 ] |
| 4 tháng 10 - 27 tháng 12       | Tokyo Revengers Tenjiku-hen (mùa 3)                                  | 13     | Liden Films                       |                                        | [ 232 ] |
| 5 tháng 10 - 28 tháng 12       | 16bit Sensation: Another Layer                                       | 12     | Silver                            | Sakuma Takashi                         | [ 233 ] |
| 5 tháng 10 - 21 tháng 12       | Bikkurimen                                                           | 12     | Shin-Ei Animation, Lesprit        | Tsukimisato Tomohiro                   | [ 234 ] |
| 5 tháng 10 - 21 tháng 12       | Bōshoku no Berserk                                                   | 12     | A.C.G.T                           | Yanagisawa Tetsuya                     | [ 235 ] |
| 5 tháng 10 - 21 tháng 12       | KamiErabi God.app                                                    | 12     | UNEND                             | Seshita Hiroyuki                       | [ 236 ] |
| 5 tháng 10 - 21 tháng 12       | Kizuna no Allele (mùa 2)                                             | 12     | Wit Studio, Signal.MD             | Komaya Kenichirou                      | [ 237 ] |
| 5 tháng 10 - 21 tháng 12       | Mahō Tsukai no Yome Season 2 (phần 2)                                | 12     | Studio Kafka                      | Terasawa Kazuaki                       | [ 238 ] |
| 5 tháng 10 - 28 tháng 12       | Uma Musume Pretty Derby Season 3                                     | 13     | Studio Kai                        | Oikawa Kei                             | [ 239 ] |
| 5 tháng 10 - 21 tháng 12       | Yuzuki-san Chi no Yon-Kyōdai                                         | 12     | Shuka                             | Hongo Mitsuru                          | [ 240 ] |
| 6 tháng 10 -                   | Beyblade X                                                           |        | OLM                               | Akiyama Katsuhito (tổng), Terada Sotsu | [ 241 ] |
| 6 tháng 10 - 22 tháng 12       | Bōkesha ni Naritai to Miyako ni Deteitta Musume ga S-rank ni Natteta | 12     | Typhoon Graphics                  | Mori Takeshi (tổng), Murata Naoki      | [ 242 ] |
| 6 tháng 10 - 22 tháng 12       | Goblin Slayer II                                                     | 12     | Liden Films                       | Ozaki Takaharu (tổng), Takada Misato   | [ 243 ] |
| 6 tháng 10 - 22 tháng 12       | Keiken Zumi na Kimi to, Keiken Zero na Ore ga, Otsukiai Suru Hanashi | 12     | ENGI                              | Oba Hideaki                            | [ 244 ] |
| 6 tháng 10 - 29 tháng 12       | Rail Romanesque 2                                                    | 13     | Yokohama Animation Laboratory     | Ebira Michiru                          | [ 245 ] |
| 6 tháng 10 - 22 tháng 12       | Tate no Yūsha no Nariagari Season 3                                  | 12     | Kinema Citrus                     | Haga Hitoshi                           | [ 246 ] |
| 6 tháng 10 - 22 tháng 12       | Under Ninja                                                          | 12     | Tezuka Productions                | Satoshi Kuwabara                       | [ 247 ] |
| 7 tháng 10 - 25 tháng 11       | Arknights: Fuyukomori Kaerimichi                                     | 8      | Yostar Pictures                   | Watanabe Yuki                          | [ 248 ] |
| 7 tháng 10 - 23 tháng 12       | Atarashii Jōshi wa Do Tennen                                         | 12     | A-1 Pictures                      | Abe Noriyuki                           | [ 249 ] |
| 7 tháng 10 - 23 tháng 12       | Hametsu no Ōkoku                                                     | 12     | Yokohama Animation Laboratory     | Motonaga Keitaro                       | [ 250 ] |
| 7 tháng 10 - 30 tháng 12       | Hikikomari Kyūketsuki no Monmon                                      | 12     | project No.9                      | Minamikawa Tatsuma                     | [ 251 ] |
| 7 tháng 10 - 30 tháng 12       | Hypnosis Mic: Division Rap Battle – Rhyme Anima+ (mùa 2)             | 13     | A-1 Pictures                      | Ono Katsumi                            | [ 252 ] |
| 7 tháng 10 - 23 tháng 12       | Kanojo mo kanojo (mùa 2)                                             | 12     | SynergySP                         | Suzuki Takatoshi                       | [ 253 ] |
| 7 tháng 10 - 23 tháng 12       | Kibō no Chikara: Otona 23                                            | 12     | Toei Animation, Studio Deen       | Hamana Takayuki                        | [ 254 ] |
| 7 tháng 10 - 23 tháng 12       | Saihate no Paladin: Tetsusabi no Yama no Ō (mùa 2)                   | 12     | OLM, Sunrise Beyond               | Iwanaga Akira                          | [ 255 ] |
| 7 tháng 10 - 23 tháng 12       | Spy × Family (mùa 2)                                                 | 12     | Wit Studio, CloverWorks           | Furuhashi Kazuhiro                     | [ 256 ] |
| 7 tháng 10 - 23 tháng 3, 2024  | Undead Unluck                                                        | 24     | David Production                  | Yase Yuki                              | [ 257 ] |
| 8 tháng 10 - 24 tháng 12       | Bokura no Ameiro Protocol                                            | 12     | Quad                              | Yamamoto Yasutaka (tổng), Katō Daishi  | [ 258 ] |
| 8 tháng 10 - 6 tháng 2, 2024   | Buta no Liver wa Kanetsushiro                                        | 12     | project No.9                      | Takahashi Masayuki                     | [ 259 ] |
| 8 tháng 10 - 24 tháng 12       | Kikansha no Mahō wa Tokubetsu Desu                                   | 12     | Arvo Animation                    | Kawaguchi Taichi                       | [ 260 ] |
| 8 tháng 10 - 24 tháng 12       | Kimi no koto ga Dai Dai Dai Dai Daisuki na 100-nin no Kanojo         | 12     | Bibury Animation Studios          | Sato Hikaru                            | [ 261 ] |
| 8 tháng 10 - 31 tháng 3, 2024  | Mokushiroku no Yon-kishi                                             | 24     | Telecom Animation Film            | Odaira Maki                            | [ 262 ] |
| 8 tháng 10 - 7 tháng 4, 2024   | Ochibi-san                                                           | 24     | Khara                             | Onizuka Daisuke                        | [ 263 ] |
| 8 tháng 10 - 24 tháng 12       | Potion-danomi de Ikinobimasu!                                        | 12     | Jumondō                           | Nakanishi Nobuaki                      | [ 264 ] |
| 8 tháng 10 - 24 tháng 12       | Tearmoon Teikoku Monogatari                                          | 12     | Silver Link                       | Ibe Yūshi                              | [ 265 ] |
| 8 tháng 10 - 24 tháng 12       | The Idolmaster Million Live!                                         | 12     | Shirogumi                         | Watada Shinya                          | [ 266 ] |
| 9 tháng 10 - 25 tháng 12       | Hoshikuzu Telepath                                                   | 12     | Studio Gokumi                     | Kaori                                  | [ 267 ] |
| 9 tháng 10 - 1 tháng 1, 2024   | Kawagoe Boys Sing                                                    | 12     | evg                               | Matsumoto Jun                          | [ 268 ] |
| 10 tháng 10 - 26 tháng 12      | Dead Mount Death Play (phần 2)                                       | 12     | Geek Toys                         | Ono Manabu                             | [ 269 ] |
| 12 tháng 10 - 21 tháng 12      | Dr.Stone: New World (phần 2)                                         | 11     | TMS Entertainment                 | Matsushita Shūhei                      | [ 270 ] |
| 12 tháng 10 - 3 tháng 11       | Hōkago Shōnen Hanako-kun                                             | 4      | Lerche                            | Kitamura Masaki                        | [ 271 ] |
| 21 tháng 10 - 24 tháng 3, 2024 | Kusuriya no Hitorigoto                                               | 24     | Toho Animation, OLM               | Naganuma Norihiro                      | [ 272 ] |
| 22 tháng 10 - 17 tháng 3, 2024 | Dog Signal                                                           | 20     | Fugaku                            | Furuhashi Kazuhiro                     | [ 273 ] |
| 5 tháng 11                     | Shingeki no Kyojin: The Final Season - Kanketsu-hen (phần 2)         | 1      | MAPPA                             | Hayashi Yūichirō                       | [ 274 ] |
| 27 tháng 12                    | Jashin-chan Dropkick: "Seikimatsu-hen"                               | 1      | Makaria                           |                                        | [ 275 ] |

## ONA
| Ngày phát hành           | Tựa đề                                                  | Tựa đề gốc                                     | Số tập | Hãng sản xuất                     | Đạo diễn                            | Ng              |
| ------------------------ | ------------------------------------------------------- | ---------------------------------------------- | ------ | --------------------------------- | ----------------------------------- | --------------- |
| 1 tháng 1                | Ông chồng Yakuza nội trợ (mùa 2)                        | Gokushufudō                                    | 5      | J.C.STAFF                         | Kon Chiaki                          | [ 276 ]         |
| 11 tháng 1 − 15 tháng 3  | Tōtotsu ni Egypt Kami (mùa 2)                           |                                                | 10     | Typhoon Graphics                  | Kikuchi Katsuya                     | [ 277 ]         |
| 13 tháng 1 − 3 tháng 4   | Pole Princess!!                                         |                                                | 4      | Tatsunoko Production              | Ezoe Hitomi                         | [ 278 ]         |
| 19 tháng 1               | Ito Junji: Những câu chuyện rùng rợn từ Nhật Bản        | Itō Junji Maniac                               | 12     | Studio DEEN                       | Tagashira Shinobu                   | [ 279 ]         |
| 26 tháng 1               | Đại chiến người và thần 2 (phần 1)                      | Shuumatsu no Valkyrie II                       | 10     | Graphinica, Yumeta Company        | Okubo Masao                         | [ 280 ]         |
| 27 tháng 1               | Lupin Sansei vs Cat's Eye                               |                                                | 1      | TMS Entertainment                 | Shizuno Koubun, Seshita Hiroyuki    | [ 281 ]         |
| 4 tháng 2 - 30 tháng 7   | Fate/Grand Order: Fujimaru Ritsuka wa Wakaranai         |                                                | 33     | DLE                               | Tsuchida                            | [ 282 ]         |
| 14 tháng 2               | Vinland Saga Season 2: Drowning in the Shadow           |                                                | 1      | MAPPA                             |                                     | [ 283 ]         |
| 16 tháng 2               | Retsuko hung hăng (mùa 5)                               | Aggressive Retsuko                             | 10     | Fanworks                          | Rareko                              | [ 284 ]         |
| 8 tháng 3 - 15 tháng 11  | Yoru wa Neko to Issho (mùa 2)                           |                                                | 30     | Studio Puyukai                    | Ashina Minoru                       | [ 285 ]         |
| 18 tháng 3               | Fuyu no Okurimono                                       |                                                | 1      | Wit Studio                        | Terasawa Kazuaki                    | [ 286 ]         |
| 21 tháng 3 - 28 tháng 3  | Petit Cool Doji Danshi Hitokoma                         |                                                | 2      | Aqua Aris                         | Hayata Yū                           | [ 287 ]         |
| 31 tháng 3 - 23 tháng 6  | Bakugan: Legends                                        |                                                | 13     | TMS Entertainment                 | Ichikawa Kazuya                     | [ 288 ]         |
| 6 tháng 4 - 11 tháng 4   | Ensemble Stars!! Tsuioku Selection "Element"            |                                                | 6      | DandeLion Animation Studio        | Yamasaki Osamu                      | [ 289 ]         |
| 16 tháng 4 - 7 tháng 5   | Uma Musume Pretty Derby: Road to the Top                |                                                | 4      | CygamesPictures                   | Liao Cheng Zhi                      | [ 290 ]         |
| 10 tháng 5 - 24 tháng 5  | Fudanshi Shōkan: Isekai de Shinjū ni Hameraremashita    |                                                | 3      | Aqua Aris                         | Yoshitomo                           | [ 291 ]         |
| 11 tháng 5               | Ultraman Final (mùa 3)                                  |                                                | 12     | Production I.G, Sola Digital Arts | Kamiyami Kenji, Aramaki Shinji      | [ 292 ]         |
| 18 tháng 5               | Yakitori: Những chiến binh cảm tử                       | Yakitori                                       | 6      | Arect                             | Anbo Hideki                         | [ 293 ]         |
| 29 tháng 6               | Ōoku: Nam nhân hậu cung                                 | Ōoku                                           | 10     | Studio Deen                       | Abe Noriyuki                        | [ 294 ]         |
| 1 tháng 7 - 23 tháng 9   | Yōjo Shachō R (mùa 2)                                   |                                                | 13     | project No.9                      | Iwata Kazuya                        | [ 295 ] [ 296 ] |
| 12 tháng 7               | Đại chiến người và thần 2 (phần 2)                      | Shuumatsu no Valkyrie II                       | 5      | Graphinica, Yumeta Company        | Okubo Masao                         | [ 297 ]         |
| 12 tháng 7 - 23 tháng 8  | Tonikaku Kawaii Joshi Kō-hen                            |                                                | 4      | Seven Arcs                        |                                     | [ 298 ]         |
| 26 tháng 7 - 24 tháng 8  | Hanma Baki (mùa 2)                                      |                                                | 24     | TMS Entertainment                 | Hirano Toshiki                      | [ 299 ]         |
| 31 tháng 7               | Bastard!! (mùa 2)                                       | Bastard!! Ankoku no Hakaishin                  | 15     | Liden Films                       | Ozaki Takaharu                      | [ 300 ]         |
| 1 tháng 8                | Odekake Kozame                                          |                                                |        | ENGI                              | Maki Marina                         | [ 206 ]         |
| 10 tháng 8 - 19 tháng 10 | Kyōkai Senki Kyokkō no Sōki                             |                                                | 6      | Sunrise Beyond                    | Obari Masami                        | [ 301 ]         |
| 6 tháng 9 - 13 tháng 12  | Hōkago no Breath                                        |                                                | 4      | Wit Studio                        | Takeshita Ryohei                    | [ 302 ]         |
| 7 tháng 9                | Gamera: Tái sinh                                        | Gamera: Rebirth                                | 6      | ENGI                              | Seshita Hiroyuki                    | [ 303 ]         |
| 13 tháng 9               | Hi no Tori: Eden no Sora                                |                                                | 4      | Studio 4°C                        | Nishimi Shōjirō                     | [ 39 ] [ 304 ]  |
| 21 tháng 9               | Kengan Ashura (mùa 2)                                   |                                                | 12     | Larx Entertainment                | Kishi Seiji                         | [ 305 ]         |
| 6 tháng 10 - 20 tháng 10 | Gundam Build Metaverse                                  |                                                | 3      | Sunrise Beyond                    | Obari Masami                        | [ 306 ]         |
| 11 tháng 10 -            | Sōsō no Frieren ●● no Mahō                              |                                                |        | TOHO animation STUDIO             |                                     | [ 307 ]         |
| 12 tháng 10              | Chúc thế giới ngủ ngon                                  | Good Night World                               | 12     | NAZ                               | Kikuchi Katsuya                     | [ 308 ]         |
| 25 tháng 10              | Meitantei Pikachu: Kareinaru Morning Routine            |                                                | 1      | Polygon Pictures                  |                                     | [ 309 ]         |
| 26 tháng 10              | Pluto                                                   |                                                | 8      | Studio M2                         | Kawaguchi Toshio                    | [ 310 ]         |
| 1 tháng 11               | Lúc đó tôi đã chuyển sinh thành Slime: Giấc mộng Coleus | Tensei shitara Slime Datta Ken: Coleus no Yume | 3      | Eight Bit                         | Nakayama Atsushi                    | [ 311 ] [ 312 ] |
| 2 tháng 11               | Onimusha                                                |                                                | 8      | Sublimation                       | Miike Takashi (tổng), Sugai Shin'ya | [ 313 ]         |
| 9 tháng 11               | Akuma-kun                                               |                                                | 12     | Encourage Films                   | Sato Junichi, Oizaki Fumitoshi      | [ 314 ]         |
| 28 tháng 11              | Onmyōji                                                 |                                                | 13     | Marvy Jack                        | Yamamoto Soubi                      | [ 315 ]         |
| 18 tháng 12 -            | Sakigake!! Reiwa no Otoko Juku                          |                                                |        | DLE                               | FROGMAN                             | [ 316 ]         |
| 29 tháng 12              | Burn the Witch #0.8                                     |                                                | 1      | Studio Colorido                   | Kawano Tatsurō                      | [ 317 ]         |

## OVA
| Ngày phát hành            | Tựa đề                                                             | Số tập | Hãng sản xuất                                 | Đạo diễn                              | Ng      |
| ------------------------- | ------------------------------------------------------------------ | ------ | --------------------------------------------- | ------------------------------------- | ------- |
| 8 tháng 3                 | Evangelion: 3.0 (-46h)                                             | 1      | Khara                                         | Tsurumaki Kazuya, Yatabe Toko         | [ 318 ] |
| 29 tháng 3                | Nijiyon Animation                                                  | 3      | Sunrise                                       |                                       | [ 319 ] |
| 29 tháng 3 – 26 tháng 4   | Inu ni Nattara Suki na Hito ni Hirowareta                          | 2      | Quad                                          |                                       | [ 320 ] |
| 26 tháng 4                | Chō Jigen Game Neptune: Hidamari no Little Purple                  |        | Okuruto Noboru                                | Mukai Masahiro                        | [ 321 ] |
| 27 tháng 4                | OreGairu: Dakara, Shishunki wa Owarazu ni, Seishun wa Tsuzuiteiku. | 1      |                                               |                                       | [ 322 ] |
| 24 tháng 5                | Stand My Heroes: Warmth of Memories                                | 1      | M.S.C                                         | Ezoe Hitomi                           | [ 323 ] |
| 26 tháng 5 - 27 tháng 10  | Tenchi Muyo! GXP Paradise Shidō-hen                                | 6      | AIC, Saber Project, Digital Network Animation | Negishi Hiroshi (tổng), Asami Takashi | [ 324 ] |
| 23 tháng 6                | Love Live! Nijigasaki Gakuen School Idol Dōkōkai Next Sky          |        |                                               |                                       | [ 325 ] |
| 27 tháng 7                | Azur Lane Queen's Orders                                           |        | Yostar Pictures                               |                                       | [ 326 ] |
| 25 tháng 10               | The Idolmaster Cinderella Girls U149                               | 1      |                                               |                                       | [ 327 ] |
| 25 tháng 10 - 22 tháng 11 | TenPuru                                                            | 2      |                                               |                                       | [ 328 ] |
| 20 tháng 12               | Hyakushō Kizoku                                                    | 2      | Pie in the sky                                |                                       | [ 329 ] |